# Julie Svobodová
Julie Svobodová (8. ledna 1933, Praha – 3. srpna 1998, Praha) byla česká malířka, grafička a ilustrátorka.

## Život

### Studium
V roce 1954 absolvovala Odbornou výtvarnou škole v Praze ve třídě Jaroslava Vodrážky. V letech 1955–1960 studovala na Vysoké škole uměleckoprůmyslové v Praze u prof. Antonína Strnadela.

### Výtvarná práce
V 50. letech se věnovala figurálním námětům, v 60. letech se zabývala informelními obrazy, konkrétně technikou enkaustiky, kdy se smíchá vosk s barvou a vznikne měkký povrch s mírným reliéfem. Od 70. let se dostal do popředí její tvorby vlastní styl fantazijní malby, které se věnovala až do konce svého života. Často pracovala v cyklech, v 70. letech se zabývala tematikou jižních Čech a Máchova kraje, v 90. letech se věnovala tematice duchovního života.
Mimo volné tvorby spolupracovala s několika nakladatelstvími (především Středočeské nakladatelství a knihkupectví, Lidové nakladatelství) a věnovala se ilustrování dětských knížek a básnických sbírek. S některými autory spolupracovala dlouhodobě, např. s básnířkou a spisovatelkou Janou Štroblovou, jíž ilustrovala několik titulů, nebo s arménoložkou Ludmilou Motalovou, které ilustrovala překlady pohádek. Právě Jana Štroblová výtvarnici Julii Svobodovou ve svých vzpomínkách charakterizuje jako chagallovsky tajemnou malířku.
Jejím manželem byl fotograf Jan Svoboda (1934–1990), znali se ze střední školy, společně se angažovali v umělecké Skupině Máj, manželství skončilo rozvodem. Byla členkou Českého fondu výtvarných umění (ČFVU).

## Dílo

### Knižní ilustrace (chronologický přehled)
- Najdu cestu do Sajgatky? (1966) – Anastasija Vital'jevna Perfil'jeva, překlad Stanislava Síbrtová
- Jablíčko zelené, červené a bílé (1972) – vybrala a přeložila Ludmila Motalová
- Hymnus na světlo (1972) – Parujr Sevak, překlad Ludmila Motalová
- Bezpočtu cest (1975) – Avetik Isahakjan, překlad Ludmila Motalová
- Contes des pays du Caucase /originální název: Hvězdy v bílé hřívě/ (1977) – Zuzana Nováková
- Cesta návětrnem (1978) – Novella Nikolajevna Matvejevová, překlad Jana Štroblová
- Zapomenutá korunka (1978) – Jana Štroblová
- Kaukasische Märchen : Grusinien, Armenien und Aserbaidschan /překlad názvu: Kavkavzské pohádky : gruzínské, arménské a ázerbájdžánské/ (1978) – Zuzana Nováková
- Tajemství polí (1979, 1984) – Jana Štroblová
- Milé rozednění (1980) – Michal Černík
- Tři zpěvy o matce (1980) – Rasul Hamzatov, přebásnil Jan Pilař
- Peřeje: Almanach mladých (1980) – editor Ladislav Horáček
- Krtek Jauvej (1980) – Jana Štroblová
- Předu, předu pohádku: výbor z nejkrásnějších rumunských pohádek (1981) – Vasile Adăscăliţei, překlad Marie Kavková
- Dům sonetů (1982) – Václav Daněk
- Proč pláče meluzína (1983) – Jana Štroblová
- Krajina na muří noze (1984) – Jana Štroblová
- A mezõk titkai /originální název: Tajemství polí/ (1984) – Jana Štroblová
- Die Braut des Mondes /překlad názvu: Měsíční nevěsta/ (1986) – Michaela Tvrdíková
- České fialky: pohádky a jiná vyprávění o středočeských hradech i podhradích (1990) – Dagmar Štětinová
- Jak si hraje příroda (1992) – Dagmar Hilarová
- Letem pohádkovým světem: pohádky cizích zemí (1992) – Dagmar Hilarová
- Tajemství lesa (1994) – Jana Štroblová
- Věneček českých pohádek: pohádky a jiná vyprávění ze středočeské krajiny (2006) – Dagmar Štětinová

### Knižní ilustrace (podle jmen autorů knih)
- ADASCALITEI, Vasile. Předu, předu pohádku: výbor z nejkrásnějších rumunských pohádek. Překlad Marie Kavková. 2. vyd. Praha: Lidové nakladatelství, 1981. 196 stran.
- ČERNÍK, Michal. Milé rozednění. 1. vyd. Praha: Středočeské nakladatelství a knihkupectví, 1984. 90 stran.
- DANĚK, Václav. Dům sonetů. 1. vyd. Praha: Středočeské nakladatelství a knihkupectví, 1982. 118 stran.
- ISAHAJAN, Avetik. Bezpočtu cest. Překlad Ludmila Motalová. 1., souborné vyd. Praha: Lidové nakladatelství, 1975. 209 stran.
- HAMZATOV, Rasul a PILAŘ, Jan. Tři zpěvy o matce. 1. vyd. Praha: Lidové nakladatelství, 1980. 115 stran.
- HILAROVÁ, Dagmar. Jak si hraje příroda. Pardubice: Kora, 1992. 54 stran. ISBN 80-901092-3-3.
- HILAROVÁ, Dagmar. Letem pohádkovým světem: pohádky cizích zemí. [Pardubice]: Kora, 1992. 60 stran. ISBN 80-901092-7-6.
- HORÁČEK, Ladislav, ed. Peřeje: Almanach mladých. 1. vyd. Praha: Středočeské nakladatelství a knihkupectví, 1980. 209 stran.
- MATVEJEVA, Novella Nikolajevna a ŠTROBLOVÁ, Jana, ed. Cesta návětrnem. Překlad Jana Štroblová. 1. vyd. Praha: Lidové nakladatelství, 1978. 83 stran.
- MOTALOVÁ, Ludmila, ed. Jablíčko zelené, červené a bílé. Z arménských textů vybrala a volně přeložila Ludmila Motalová. 1. vyd. Praha: Lidové nakladatelství, 1972. 186 stran.
- PERFIL´JEVA, Anastasija Vital'jevna. Najdu cestu do Sajgatky?. Překlad Stanislava Síbrtová. 1. vyd. Praha: SNDK, 1966. 209 stran.
- SEVAK, Parujr a MOTALOVÁ, Ludmila, ed. Hymnus na světlo. Překlad Ludmila Motalová. 1. vydání. Praha: Lidové nakladatelství, 1972. 113 stran.
- ŠTĚTINOVÁ, Dagmar. České fialky: pohádky a jiná vyprávění o středočeských hradech i podhradích. 1. vyd. Praha: Středočeské nakladatelství a knihkupectví, 1990. 171 stran. ISBN 80-7057-005-9.
- ŠTĚTINOVÁ, Dagmar. Věneček českých pohádek: pohádky a jiná vyprávění ze středočeské krajiny. 2. vyd., V Mladé frontě 1. Praha: Mladá fronta, 2006. 209 stran. ISBN 80-204-1331-6.
- ŠTROBLOVÁ, Jana. Krajina na muří noze. 1. vyd. Praha: Středočeské nakladatelství a knihkupectví, 1984. 84 stran.
- ŠTROBLOVÁ, Jana. Krtek Jauvej. 1. vyd. Praha: Panorama, 1980. 11 nečíslovaných stran.
- ŠTROBLOVÁ, Jana. Proč pláče meluzína. 1. vyd. Praha: Panorama, 1983.
- ŠTROBLOVÁ, Jana. Tajemství lesa. 1. vyd. Praha: SPN, 1994 [v tir. nespr.] 1993. 381 stran. ISBN 80-04-22779-1
- ŠTROBLOVÁ, Jana. Tajemství polí. 1. vyd. Praha: SPN, 1979. 251 stran. Knížky nejmladších čtenářů; 2. vyd. Praha: SPN, 1984. 251 stran. Knížky nejmladších čtenářů.
- ŠTROBLOVÁ, Jana. Zapomenutá korunka. Praha: Středočeské nakladatelství a knihkupectví, 1978. 60 stran.

### Knižní ilustrace v cizojazyčných titulech
- NOVÁKOVÁ, Zuzana. Contes des pays du Caucase. (Originální název: Hvězdy v bílé hřívě.) Paris: Gründ, 1977. 207 stran. Légendes et contes de tous les pays.
- NOVÁKOVÁ, Zuzana. Kaukasische Märchen : Grusinien, Armenien und Aserbaidschan. (česky: Kavkavzské pohádky : gruzínské, arménské a ázerbájdžánské) Praha: Artia, 1978.
- ŠTROBLOVÁ, Jana. A mezõk titkai. (Originální název: Tajemství polí.) Bratislava: Madách, 1984. 192 stran.
- TVRDÍKOVÁ, Michaela. Die Braut des Mondes. Hanau: Werner Dausien, 1986. ISBN 3768456129.

### Typografie
- HORÁČEK, Ladislav, ed. Peřeje: Almanach mladých. 1. vyd. Praha: Středočeské nakladatelství a knihkupectví, 1980. 209 stran.
- ŠTROBLOVÁ, Jana. Zapomenutá korunka. Praha: Středočeské nakladatelství a knihkupectví, 1978. 60 stran.

### Zastoupení ve sbírkách
- Galerie umění Karlovy Vary. Název díla: Dětské etudy, typ díla: kresba, datace: 1964, technika, materiál: kombinovaná technika, papír, rozměr: 427 x 305 mm, inventární číslo: K 846.
- Galerie výtvarného umění v Havlíčkově Brodě. Název díla: Pohádky z trávy, typ díla: ilustrace, datace: nedatováno, technika, materiál: kombinovaná technika klovatina, tempera, papír, rozměr: 309 x 223 mm, inventární číslo: L 1358, L 1359, L 1360, L 1361.
- Galerie výtvarného umění v Chebu. Název díla: Antonín Strnadel 75, typ díla: grafika, datace: 1984, technika, materiál: lept, papír, rozměr: 122 x 80 mm, inventární číslo: G 1240.
- Galerie výtvarného umění v Ostravě. Název díla: Pocta A. Strnadelovi, typ díla: grafika, datace: 1984, technika, materiál: suchá jehla, papír, rozměr: 290 x 207 mm, tisk 122 x 80 mm, inventární číslo: Gr 7870.
- Severočeská galerie výtvarného umění v Litoměřicích. Název díla: Hlava s motýlem a květy z alba Antonín Strnadel ´75, typ díla: grafika, datace: (1985), technika, materiál: lept, papír, rozměr: 293 x 208 mm, tisk 121 x 80 mm, inventární číslo: R 3178.
- Oravská galéria, OGD (Slovensko). Název díla: Rozprávka o Trojane, typ díla: závěsný obraz, datace: 1973, technika: olej, rozměr: 510 x 410 mm, inventární číslo: O 257. Název díla: Princezna, typ díla: závěsný obraz, datace: 1973, technika: olej, rozměr: 510 x 410 mm, inventární číslo: O 256. Název díla: Domáci koncert (česky Domácí koncert), typ díla: volná grafika, žánr: figurální kompozice, technika, materiál: rytina, suchá jehla, papír, rozměr: 320 x 395 mm, inventární číslo: G 176.

### Samostatné výstavy
- 08.04.1993 - 02.05.1993 Julie Svobodová: Obrazy a ilustrace, Kulturní středisko Svět, Mladá Boleslav (Mladá Boleslav)
- 12.10.1995 – ?.?.1995 Julie Svobodová: Obrazy a ilustrace, Muzeum policie České republiky, Praha
- 22.04.1997 – 18.05.1997 Julie Svobodová: Obrazy a kresby, Muzeum policie České republiky, Praha
- 02.08.1999 – 19.09.1999 Julie Svobodová: Obrazy, ilustrace, Vila manželů Kotrbových, Klenová (Klatovy)
- 05.02.2003 – 02.03.2003 Julie Svobodová (1933–1998): Monotyp, enkaustika, olej, Galerie Jiřího Jílka, Šumperk (Šumperk)
- 24.05.2017 – 03.09.2017 Julie Svobodová – Vyznání, Lomnice nad Popelkou, zámek

### Kolektivní výstavy
- 24.04.1964 – 05.1964 Tvůrčí skupina Máj, Galerie Nová síň, Praha
- 05.1965/05 – 06.1965 Výtvarní umelci k 20. výročiu oslobodenia ČSSR, Dom kultúry, Bratislava (Bratislava)
- 05.1965 – 07.1965 Výtvarní umělci k výročí 20 let ČSSR, Mánes, Praha
- 23.04.1967 – 15.05.1967 Výstava mladých ´67, Výstavní síň Ústřední lidové umělecké výroby (ÚLUV), Praha
- 08.09.1967 – 15.10.1967 Obraz 67. Celostátní výstava současné malířské tvorby, Uměleckoprůmyslové muzeum, Brno (Brno-město)
- 05.1975 – 07.1975 Výtvarní umělci k 30. výročí osvobození Československa Sovětskou armádou, Praha, Praha
- 03.1976 – 04.1976 Žena v současné tvorbě: Výsledky výtvarné soutěže k Mezinárodnímu roku ženy, Praha, Praha
- 28.11.1977 – 15.01.1978 Výtvarní umělci Velikému říjnu, Praha,
- 10.04.1979 – 03.06.1979 Čeští ilustrátoři dětem, Mánes, Praha
- 09.1979 – 10.1979 Výtvarní umělci dětem, Praha
- 06.1980 – 10.1980 Výtvarní umělci k 35. výročí osvobození Československa Sovětskou armádou, Praha, Praha
- 02.1983 – 03.1983 Výtvarní umělci životu a míru. Výstava malířství, sochařství, grafiky a užitého umění k 35. výročí Vítězného února, Praha, Praha
- 04.10.1984 – 25.11.1984 Výtvarné umění a hudba, Galerie Vincence Kramáře, Praha
- 08.07.1988 – 07.08.1988 Salón pražských výtvarných umělců '88, Park kultury a oddechu Julia Fučíka, Praha
- 06.11.1990 – 09.12.1990 Současná česká kniha, Mánes, Praha
- 18.12.2003 – 08.02.2004 Z pohádky do pohádky, České muzeum výtvarných umění, Praha

### Katalogy k vlastním výstavám
- 1983 - Julie Svobodová: Obrazy
- 2003 - Julie Svobodová: Monotypy - enkaustika - olej, Galerie Jiřího Jílka, Šumperk (Šumperk)

### Katalogy ke kolektivním výstavám
- 1964 - Tvůrčí skupina Máj
- 1965 - Výtvarní umelci k 20. výročiu oslobodenia ČSSR, Dielo - podnik Slovenského fondu výtvarných umení, Bratislava (Bratislava)
- 1965 - Výtvarní umělci k výročí 20 let ČSSR, Svaz československých výtvarných umělců, Praha
- 1967 - Obraz 67, Moravská galerie v Brně, Brno (Brno-město)
- 1967 - Výstava mladých 67, Svaz československých výtvarných umělců, Praha
- 1975 - Výtvarní umělci k 30. výročí osvobození Československa Sovětskou armádou, Svaz českých výtvarných umělců, Praha
- 1976 - Žena v současné tvorbě (Výsledky výtvarné soutěže k Mezinárodnímu roku ženy), Svaz českých výtvarných umělců, Praha
- 1977 - Výtvarní umělci Velikému říjnu, Svaz českých výtvarných umělců, Praha
- 1979 - Čeští ilustrátoři dětem (Výstava k Mezinárodnímu roku dítěte), Svaz českých výtvarných umělců, Praha
- 1979 - Výtvarní umělci dětem (Výstava k Mezinárodnímu roku dítěte), Svaz českých výtvarných umělců, Praha
- 1980 - Výtvarní umělci k 35. výročí osvobození Československa Sovětskou armádou (Přehlídka československého výtvarného umění 1980), Svaz československých výtvarných umělců, Praha
- 1983 - Výtvarní umělci životu a míru (Výstava malířství, sochařství, grafiky a užitého umění k 35. výročí Vítězného února), Svaz českých výtvarných umělců, Praha
- 1984 - Výtvarné umění a hudba (výstava k Roku české hudby), Svaz československých výtvarných umělců, Praha
- 1988 - Salón pražských výtvarných umělců ’88, Svaz českých výtvarných umělců, Praha
- 1990 - Současná česká kniha, Unie výtvarných umělců České republiky, Praha
- 2003 - Z pohádky do pohádky / A Fairy-Tale Parade, České muzeum výtvarných umění, Praha
- 2007 - Skupina Máj 57 (Úsilí o uměleckou svobodu na přelomu 50. a 60. let), Správa Pražského hradu, Praha

### Encyklopedie
- MALÝ, Zbyšek, ed. a MALÁ, Alena, ed. Slovník českých a slovenských výtvarných umělců 1950-2010. Vyd. 1. Ostrava: Výtvarné centrum Chagall, 1998-2010. 21 sv. Prameny a dokumenty. ISBN 80-86171-00-0.